# 加藤愛
加藤愛（本名為加藤愛，藝名為使用假名書寫的加藤あい，1982年12月12日—）是日本女演員與模特兒，出生在愛知縣西春日井郡新川町（現在的清須市），獨生女。2005年3月，從亞細亞大學國際關係學系畢業。

## 婚姻生活
2013年，30歲的加藤愛宣布嫁人，與拍拖約半年、從事股票買賣的37歲圈外男友於11月22日「日本好夫妻日」登記結婚。11月13日，加藤愛在東京親自向傳媒報喜，更大讚男友說：「他心地善良，很有個性，就像一隻可愛的熊。我感覺非常幸福，希望能永遠繼續下去。」加藤愛透露與未婚夫於數年前已認識，今年初她赴紐約留學時，男方亦到當地公證，有次二人外出用膳時，正當她為選擇吃韓國辣豆腐鍋或是人參雞湯而煩惱時，男方竟提議兩樣也吃，因而令阿愛對他產生好感。據悉，二人今年8月到夏威夷旅行時，加藤愛獲圈外男友在海邊求婚。
2015年8月透過經紀公司發傳真向媒體宣布喜訊，她在美國生下一女。她表示：「雖然升格當母親有許多不安，但能健康地產下孩子心中充滿了感謝。」

## 主要演出作品

### 電影
- 1998年：《新宿少年偵探團》 - 七月響子 役
- 2004年：《海猿》 - 伊沢環菜 役
- 2006年：《LIMIT OF LOVE 海猿》 - 伊沢環菜 役
- 2010年：《THE LAST MESSAGE 海猿》 - 仙崎環菜 役
- 2012年: 《BRAVE HEARTS 海猿》 - 仙崎環菜 役
- 2012年: 《Another》 - 三神怜子 役

### 電視劇
- 1997年：《快遞高手》 - 飾 若菜
- 1998年：《聖者行進》 - 飾 女子高生
- 1998年：《甜蜜的惡魔》 - 飾 壇原ひな
- 1998年：《PA私家女演員》 - 飾 高円寺るい
- 1999年：《危险放课后》 - 飾 永沢京子
- 1999年：《真情姊妹花》 - 飾 瀬戸キヨカ
- 2000年：《池袋西口公園》 - 飾 渋沢ヒカル（與長瀨智也合演）
- 2000年：《浪花金融道5》 - 飾 志摩奈々子
- 2000年：《真夏的聖誕節》 - 飾 赤座夏見
- 2001年：《離天國最近的男人2》 - 飾 黒澤雛子
- 2001年：《新宿傷痕戀歌》 - 飾 川原由佳
- 2002年：《年輕爸爸》 - 飾 小林里早
- 2002年：《甜心小廚師》 - 飾 永原鈴子
- 2004年：《讓愛想起來》 - 飾 富田ちひろ
- 2004年：《夫婦》 - 飾 山口奈穂
- 2004年：《弟》 - 飾 石原典子（18-34歳）
- 2005年：《海猿-UMIZARU EVOLUTION-》 - 飾 伊沢環菜
- 2007年：《派遣女王》 - 飾 森美雪
- 2007年：《Dream Again》 - 飾 二ノ宮颯乙（與反町隆史、志田未來合演）
- 2008年：《改造老師大作戰》 - 飾 滝ゆう子
- 2009年：《魔女裁判》 - 飾 渡部いずみ
- 2009年：《白色榮光2：紅色將軍的凱旋》 - 飾 和泉遥
- 2010年：《自戀刑事》 - 飾 貴崎恵里子（第1話、與長瀨智也、生田斗真、要潤、中島美嘉合演）
- 2010年：《變臉師》 - 飾 樋口麗美（第1話）
- 2011年：《明星保鑣99天》 - 飾 熊田梢
- 2012年：《平清盛》 - 飾 高階明子
- 2012年：《草莓之夜》 - 飾 高野真弓
- 2012年：《神聖怪物們》 - 飾 日向圭子
- 2012年：《三毛貓福爾摩斯的推理》 - 飾 永江圭子（第3、4話）
- 2012年：《东野圭吾推理系列》 - 飾 尚美（第5话，与反町隆史合演）
- 2013年：《廉價航班》 - 飾 榎本优希
- 2013年：《極北狂想曲》 - 飾 并木梢
- 2013年：《寂寞獵人》 - 飾 安達明子
- 2013年：《海上診療所》 - 飾 村上美月（第1話、與松田翔太、武井咲、藤原紀香、戸田恵梨香合演）
- 2013年：《謝謝款待》 - 飾 村井亞貴子/松田亞貴子
- 2014年：《Dr.DMAT》 - 飾 吉冈凛
- 2017年：《貴族偵探》 - 飾 豐鄉皐月（第5、6話)

### 廣告
- 江崎固力果：1997年至1998年、2002年
- NTT DoCoMo：1998年至2006年
- 三菱電機：1998年至今
- AEON：2005年至2009年
- 佳麗寶防曬品｢ALLIE｣：2008年至2010年

## 外部連結
- ムーン・ザ・チャイルドによるプロフィール* ムーン・ザ・チャイルドホームページ（页面存档备份，存于）